# Michał de la Mora y de la Mora
Michał de la Mora y de la Mora, (hiszp.) Miguel de la Mora y de la Mora (ur. 19 czerwca 1874 w Tecalitlán, zm. 7 sierpnia 1927 w Colimie) – święty Kościoła katolickiego, prezbiter, ofiara prześladowań antykatolickich zapoczątkowanych w okresie rewolucji meksykańskiej, męczennik. Pierwszy kapłan diecezji Colima, który poniósł śmierć męczeńską.

## Życiorys
Pochodził z bardzo ubogiej rodziny José de la Mora i Margarity de la Mora, a wcześnie osierocony przez ojca naukę mógł podjąć dzięki wsparciu starszego brata Regino. Święcenia kapłańskie otrzymał w Colimie w 1906 r. i skierowany został do realizacji posług kapłańskich przy tamtejszej katedrze. Od 19 października 1909 był wikariuszem w Comala, a 20 października 1914 r. został proboszczem w Zapotitlán. 1918 r. mianowany został kapelanem przy katedrze w Colimie i pełnił jednocześnie obowiązki kierownika diecezjalnego wydziału krzewienia wiary. Swój apostolat realizował będąc cenionym przez współwyznawców i duchowieństwo spowiednikiem, a prostota, powaga i dobroć sprawiały, że lgnęli do niego najubożsi i cierpiący. W czasie gdy nasiliły się prześladowania katolików, po opublikowaniu 24 lutego 1926 r. przez stanowego gubernatora Francisco Solórzano Béjara dekretu, który rygorystycznie wdrażał art. 130 Konstytucji z 1917 roku, na mocy którego księża mieli podporządkować się władzy cywilnej i realizować posługę kapłańską w ramach schizmatyckiego „kościoła narodowego”, nie zrezygnował z realizacji powołania i kontynuował działalność eucharystyczną w konspiracji. Odmówił oddania katedry. Aresztowany został gdy miał udzielić sakrament małżeństwa i rozstrzelany na rozkaz generała wojsk rządowych tego samego dnia w koszarach. Zmarł z różańcem w rękach.
Po zakończeniu procesu informacyjnego na etapie lokalnej diecezji, który toczył się w latach 1933–1988 w odniesieniu do męczenników okresu prześladowań Kościoła katolickiego w Meksyku, został beatyfikowany 22 listopada 1992 roku w watykańskiej bazylice św. Piotra, a jego kanonizacja na placu Świętego Piotra, w grupie Krzysztofa Magallanesa Jary i 24 towarzyszy, odbyła się 21 maja 2000 roku. Wyniesienia na ołtarze Kościoła katolickiego dokonał papież Jan Paweł II.
Relikwie Michała de la Mora y de la Mora zostały przeniesione do kaplicy męczenników w bazylice katedralnej w Colimie, które jest miejscem szczególnego kultu świętego.
Wspomnienie liturgiczne obchodzone jest w dies natalis (7 sierpnia).